# (3783) Morris
(3783) Morris (1986 TW1) – planetoida z pasa głównego asteroid okrążająca Słońce w ciągu 3,43 lat w średniej odległości 2,27 j.a. Odkrył ją Edward Bowell 7 października 1986 roku.